# Georg Foerster (Verwaltungsjurist)
Georg Foerster (auch: Förster) (* 7. August 1837 in Liegnitz; † 31. August 1911 in Berlin) war ein deutscher Jurist und Wirklicher Geheimer Oberregierungsrat.

## Leben und Beruf
Georg Foerster, Sohn eines preußischen Beamten, besuchte nach Umzug der Familie das Gymnasium in Stettin. 1855 begann er sein Jurastudium in Greifswald, wechselte im Jahr darauf nach Göttingen und gehörte dort der Burschenschaft Hannovera an. Das Studium schloss er in Berlin ab. Nach der Referendarzeit und dem zweiten juristischen Staatsexamen betätigte er sich seit 1864 als Regierungsassessor beim Regierungspräsidium Stettin. Er war Kriegsteilnehmer 1866 und 1870/71 und erhielt das Eiserne Kreuz II. Klasse sowie die Landwehr-Dienstauszeichnung II. Klasse. 1867 wurde er Mitarbeiter und sodann Mitglied des Verwaltungsdirektoriums der Berlin-Stettiner Eisenbahn-Gesellschaft. Als 1880 die bedeutenden deutschen Eisenbahngesellschaften verstaatlicht wurden, erfolgte seine Übernahme in den preußischen Verwaltungsdienst. Nach kurzer Zeit als Leiter des neugebildeten Eisenbahnbetriebsamtes Stettin, danach Breslau, wurde er 1881 an die Eisenbahndirektion Hannover versetzt. 1883 war er als Eisenbahndirektor an der Eisenbahndirektion zu Elberfeld tätig. Unter Beförderung zum Oberregierungsrat wurde er 1892 Abteilungsdirigent und Vertreter des Präsidenten der Eisenbahndirektion zu Hannover. Zugleich war er außerordentliches Mitglied des Konsistoriums der evangelischen Kirche der Provinz Hannover. Bereits 1879 wurde von Bismarck mit Gesetz vom 7. August 1878 nach dem vorangegangenen, erfolglosen Versuch mit einem Reichseisenbahnamt aus dem Handelsministerium das Ministerium für öffentliche Arbeiten ausgegliedert, dem auch die Verwaltung aller Eisenbahnangelegenheiten Preußens übertragen wurden. 1895 wurde Georg Foerster als Vortragender Rat mit dem Titel eines Geheimen Regierungsrates (seit 1898 Geheimer Oberregierungsrat) in die Finanzabteilung des Preußischen Ministeriums der öffentlichen Arbeiten berufen. Aus Anlass seiner Pensionierung erhielt er den Titel Wirklicher Geheimer Oberregierungsrat.

## Ehrungen
- Roter Adlerorden II. Klasse mit Eichenlaub
- Albrechts-Orden II. Klasse